# Dorfkirche Neukirchen (Schkopau)

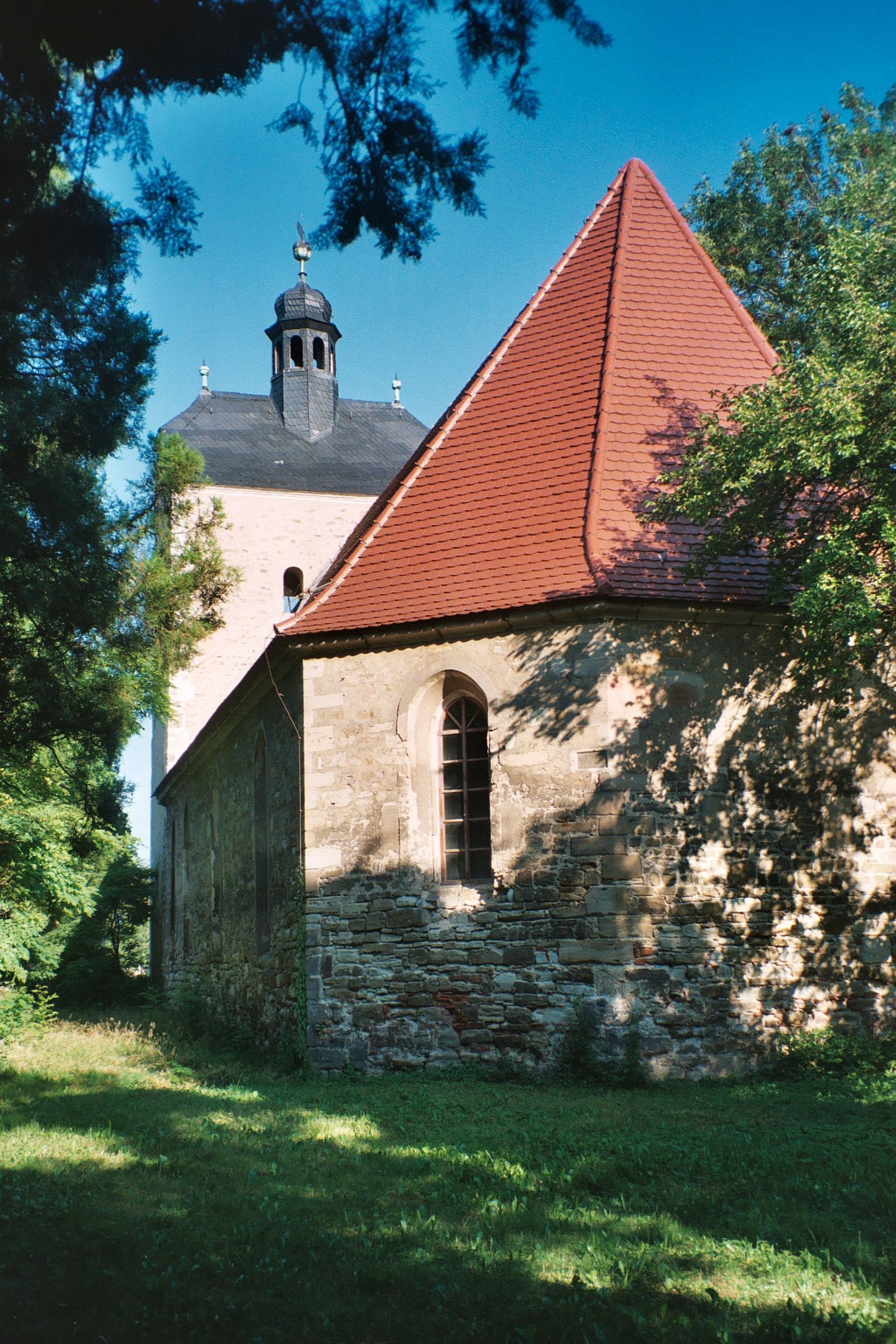
Dorfkirche in Neukirchen

Die Dorfkirche Neukirchen ist eine denkmalgeschützte Kirche im Ortsteil Neukirchen des Ortes Hohenweiden der Gemeinde Schkopau in Sachsen-Anhalt. Im örtlichen Denkmalverzeichnis ist sie unter der Erfassungsnummer 094 55153 als Baudenkmal verzeichnet. Sie gehört zur Kirchengemeinde Hohenweiden/Neukirchen im Kirchenkreis Halle-Saalkreis der Evangelischen Kirche in Mitteldeutschland.
In der zweiten Hälfte des 12. Jahrhunderts wurde die Dorfkirche Neukirchen errichtet. Die damals neue Kirche ist vermutlich Namensgeber des heutigen Ortes Neukirchen. Der Westturm, die Arkaden und die Kaitellen stammen aus der Bauzeit der Kirche. Zu einer Erneuerung des Kirchenschiffes kam es im Jahr 1523. Das Patrozinium der Kirche ist heute nicht mehr bekannt.